# Jeff Emig
Cam Jeffrey Emig, también conocido como Jeff Emig (Kansas City, Kansas, Estados Unidos, 1 de diciembre de 1970) es un piloto de motocross estadounidense.

## Carrera deportiva
Emig fue uno de los mejores pilotos de motocross durante la década de 1990 y tuvo como principal rival a Jeremy McGrath, a quien a menudo superó en la modalidad del supercross. Durante esa época, Emig ganó más carreras que nadie salvo McGrath y fue el único que ganó dos títulos de motocross consecutivos (1996-1997). Formó parte seis veces del equipo estadounidense para el Motocross des Nations, en tres de las cuales colaboró en la victoria.
En 1997, Emig hizo una de sus mejores temporadas: ganó los campeonatos de motocross y supercross de 250cc después de ganar siete carreras y obtener cinco segundos puestos. En 1998 se lesionó y en 1999, Kawasaki le despidió, por lo que tuvo que correr como privado con Yamaha. Poco después de cambiar de marca, ganó su última carrera importante. A finales de ese año, Emig sufrió una grave caída durante un entrenamiento a raíz de la que se rompió los dos antebrazos justo por encima de la muñeca. En mayo de 2000 se retiró definitivamente de las competiciones tras romperse una vértebra y la pierna derecha en una nueva caída.
Casado y padre de dos hijos, Jeff Emig sigue vinculado al deporte del motocross en Estados Unidos como comentarista de televisión.